# Wybory do Parlamentu Europejskiego w Estonii w 2019 roku
Wybory do Parlamentu Europejskiego w Estonii w 2019 roku odbyły się w niedzielę 26 maja. W ich wyniku zostało wybranych 7 eurodeputowanych, przy czym obsadzenie siódmego mandatu zostało zawieszone do czasu dokończenia procedury brexitu. Frekwencja wyniosła 37,6%.

## Wyniki wyborów
| Lista wyborcza                       | Głosy   | %    | Mandaty | Zmiana |
| ------------------------------------ | ------- | ---- | ------- | ------ |
| Partia Reform                        | 87 160  | 26,2 | 2       | –      |
| Partia Socjaldemokratyczna           | 77 375  | 23,3 | 2       | +1     |
| Partia Centrum                       | 47 799  | 14,4 | 1       | –      |
| Estońska Konserwatywna Partia Ludowa | 42 265  | 12,7 | 1       | +1     |
| Isamaa                               | 34 188  | 10,3 | 1       | –      |
| Raimond Kaljulaid (niezależny)       | 20 640  | 6,2  | 0       | –      |
| Estonia 200                          | 10 700  | 3,2  | 0       | –      |
| Estońska Partia Zielonych            | 5824    | 1,8  | 0       | –      |
| Pozostali                            | 6153    | 1,9  | 0       | –      |
| Razem                                | 332 104 | 100  | 7       | +1     |